# 日進站 (埼玉縣)

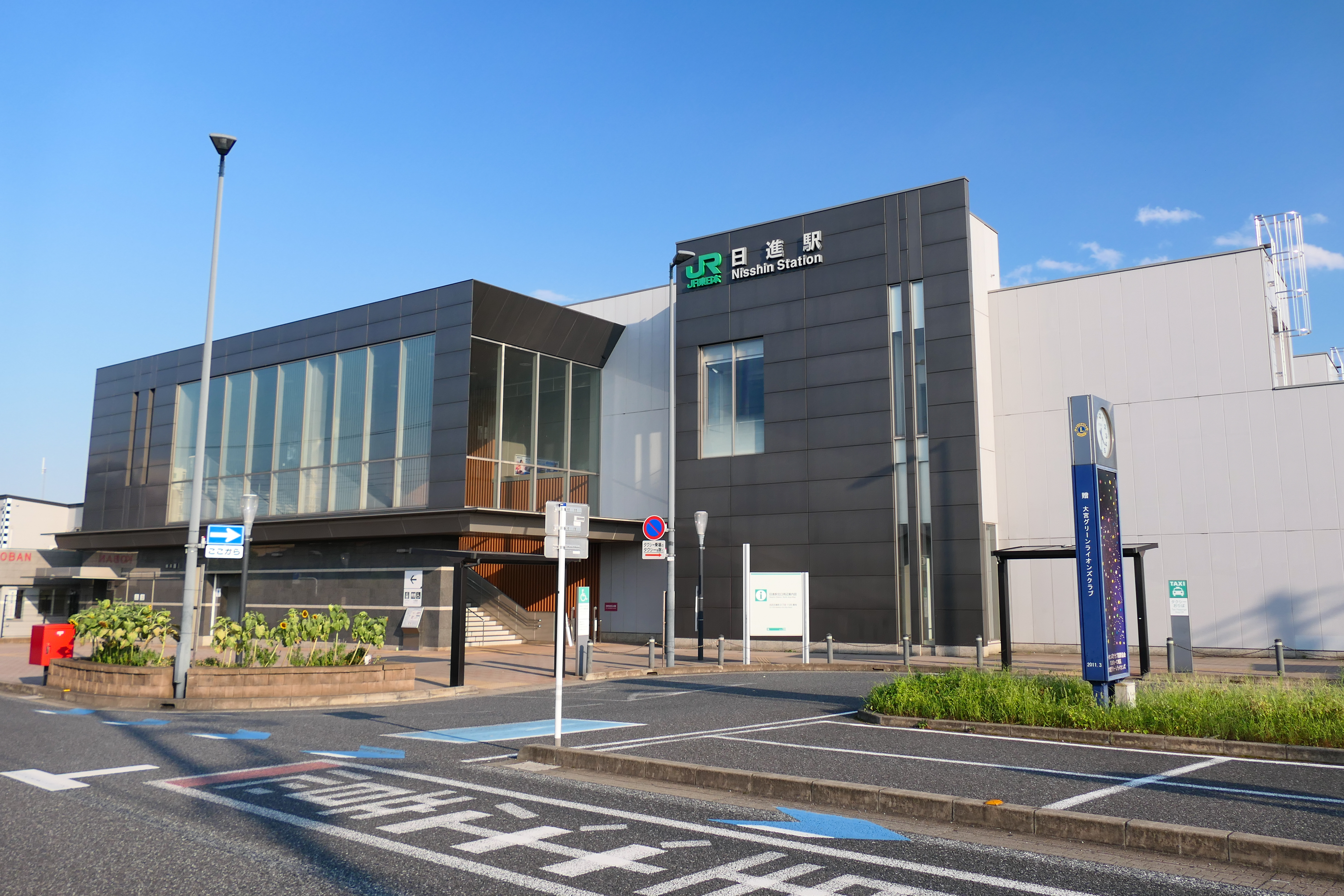
北口（2021年8月）

日進站（日语：／ Nisshin eki */?）是一個位於埼玉縣埼玉市北區日進町二丁目，屬於東日本旅客鐵道（JR東日本）川越線的鐵路車站。

## 車站構造
本站是地面車站，月台為對向式月台2面2線設計。川越線的雙線路段在本站終止，此後往川越方向的路段全為單線雙程行車。

### 月台配置
| 月台 | 路線          | 目的地                             |
| ---- | ------------- | ---------------------------------- |
| 1    | ■川越線       | 川越、高麗川方向                   |
| 2    | ■川越、埼京線 | 大宮、池袋、新宿、大崎、臨海線方向 |

（來源：JR東日本:車站構內圖 （页面存档备份，存于））

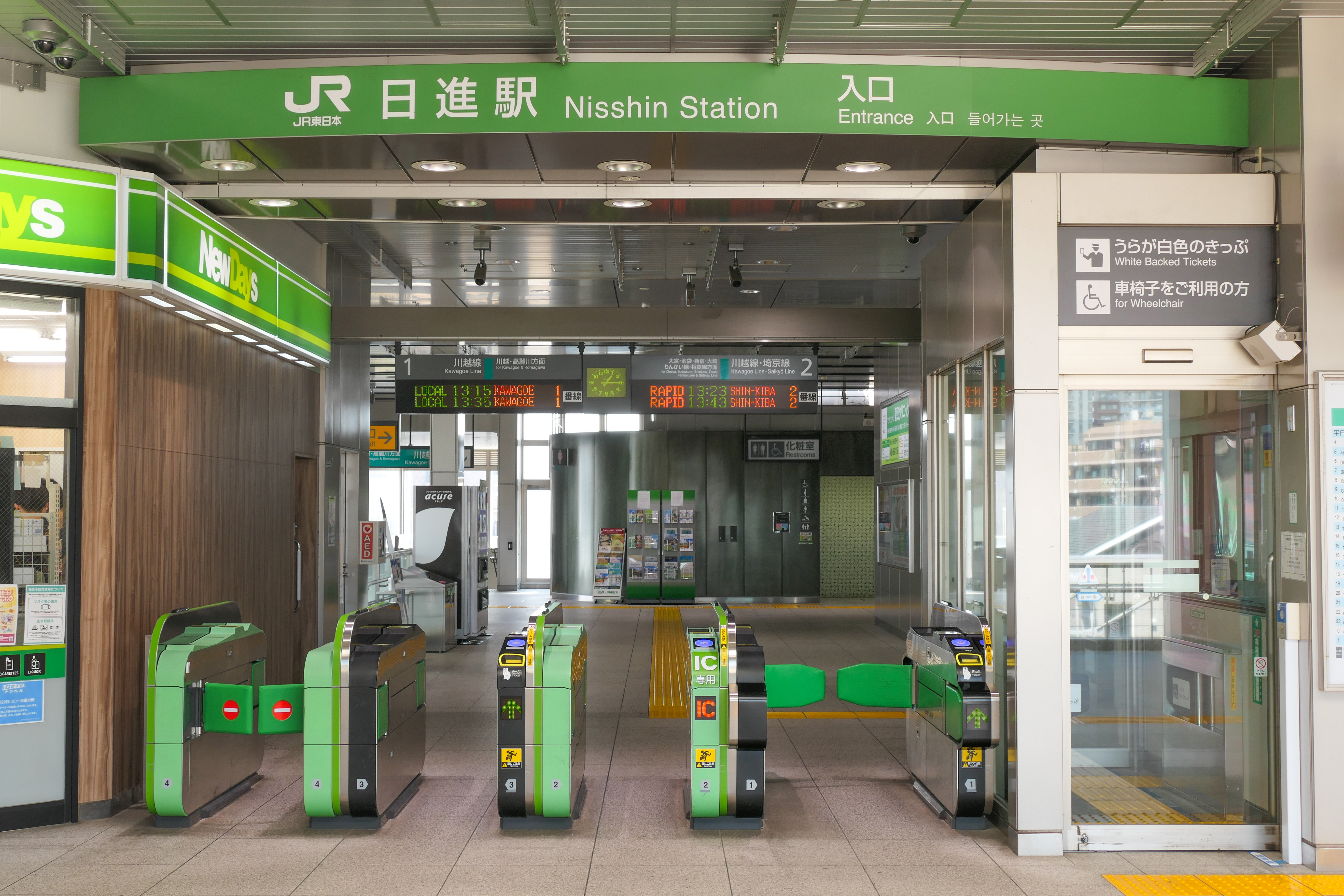
閘口（2021年8月）
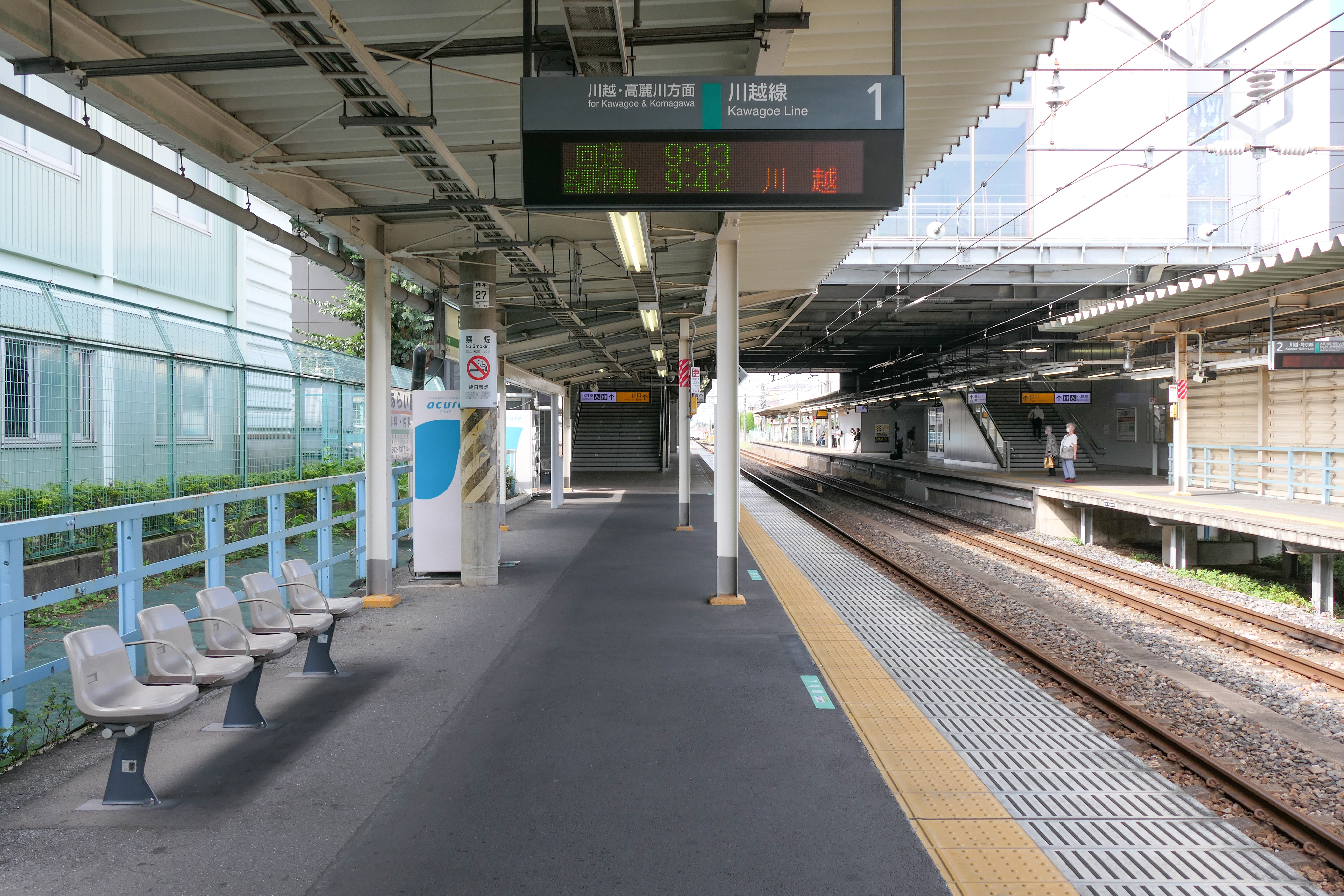
1號月台（2021年8月）
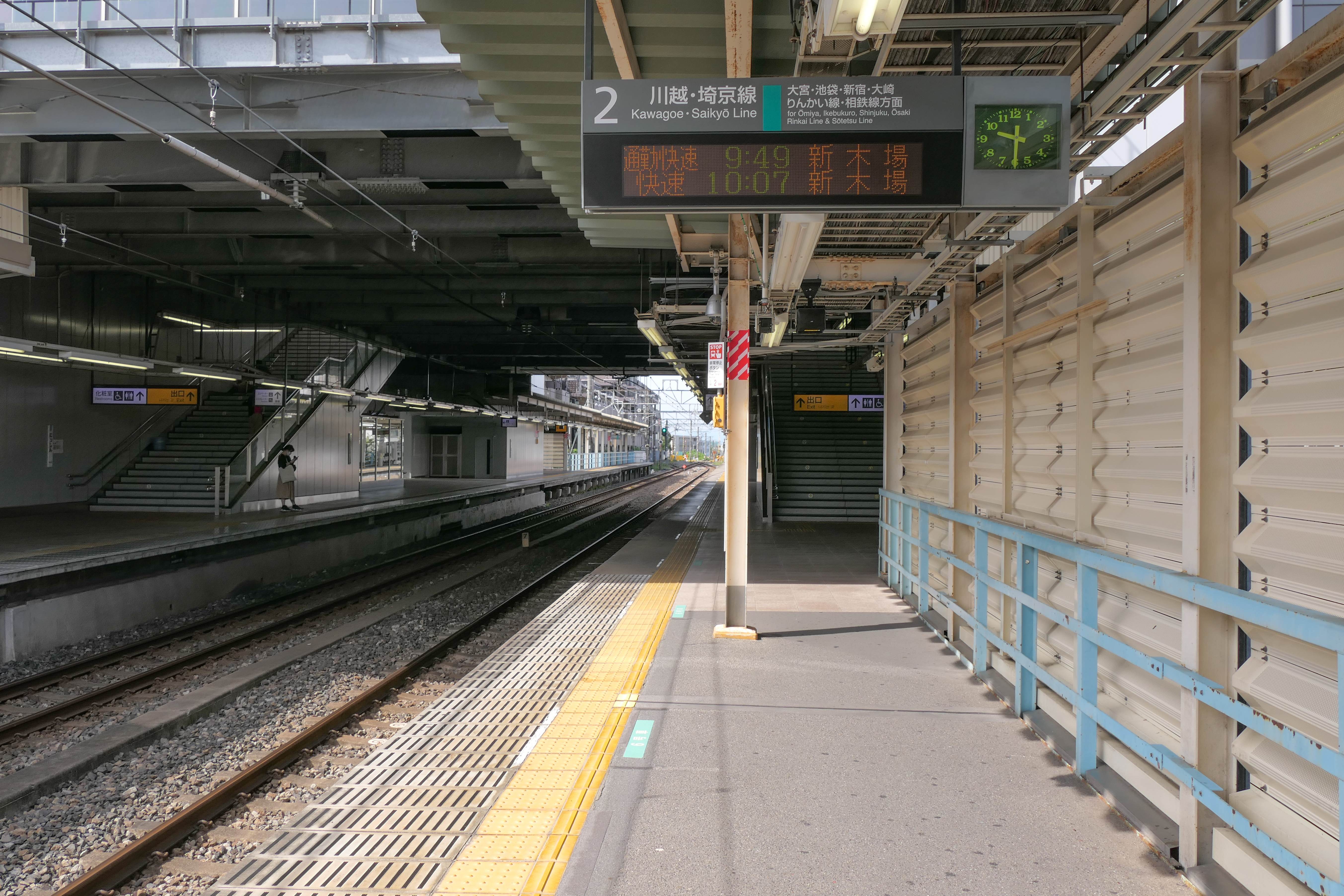
2號月台（2021年8月）

## 使用情況
2019年（令和元年）度的1日平均上車人次為13,770人。近年的推移如下表。
| 年度               | 1日平均 上車人次 | 來源     |
| ------------------ | ---------------- | -------- |
| 1987年（昭和62年） | 7,505            |          |
| 1988年（昭和63年） | 8,590            |          |
| 1989年（平成元年） | 9,120            |          |
| 1990年（平成02年） | 9,550            |          |
| 1991年（平成03年） | 9,924            |          |
| 1992年（平成04年） | 10,256           |          |
| 1993年（平成05年） | 10,680           |          |
| 1994年（平成06年） | 11,206           |          |
| 1995年（平成07年） | 11,395           |          |
| 1996年（平成08年） | 11,654           |          |
| 1997年（平成09年） | 11,358           |          |
| 1998年（平成10年） | 11,454           |          |
| 1999年（平成11年） | 11,538           | [ * 1 ]  |
| 2000年（平成12年） | 11,647           | [ * 2 ]  |
| 2001年（平成13年） | 11,941           | [ * 3 ]  |
| 2002年（平成14年） | 11,822           | [ * 4 ]  |
| 2003年（平成15年） | 11,830           | [ * 5 ]  |
| 2004年（平成16年） | 11,788           | [ * 6 ]  |
| 2005年（平成17年） | 11,632           | [ * 7 ]  |
| 2006年（平成18年） | 11,732           | [ * 8 ]  |
| 2007年（平成19年） | 12,040           | [ * 9 ]  |
| 2008年（平成20年） | 12,323           | [ * 10 ] |
| 2009年（平成21年） | 11,966           | [ * 11 ] |
| 2010年（平成22年） | 12,290           | [ * 12 ] |
| 2011年（平成23年） | 12,389           | [ * 13 ] |
| 2012年（平成24年） | 12,764           | [ * 14 ] |
| 2013年（平成25年） | 13,256           | [ * 15 ] |
| 2014年（平成26年） | 13,157           | [ * 16 ] |
| 2015年（平成27年） | 13,382           | [ * 17 ] |
| 2016年（平成28年） | 13,447           | [ * 18 ] |
| 2017年（平成29年） | 13,653           | [ * 19 ] |
| 2018年（平成30年） | 13,690           | [ * 20 ] |
| 2019年（令和元年） | 13,770           |          |

## 历史
- 1940年（昭和15年）7月22日－本站開業。
- 1985年（昭和60年）9月30日－川越線完成電氣化，川越至大宮段開始與埼京線相互直通運行。
- 1987年（昭和62年）4月1日－國鐵分割民營化，本站由JR東日本接手管理。
- 2001年（平成13年）11月18日－智能卡系統Suica正式投入服務。月台加設簷篷。
- 2007年（平成19年）10月31日－本站的綠色窗口停業，以對號座位專用售票機取代。
- 2008年（平成20年）12月23日－為了興建跨站式站房，停用舊站房，改用暫設的新站房。
- 2010年（平成22年）3月28日－跨站式站房啟用，同日增設北口。
- 2011年（平成23年）3月31日－北口站前廣場落成啟用。
- 2011年（平成23年度）－跨站式站房落成。

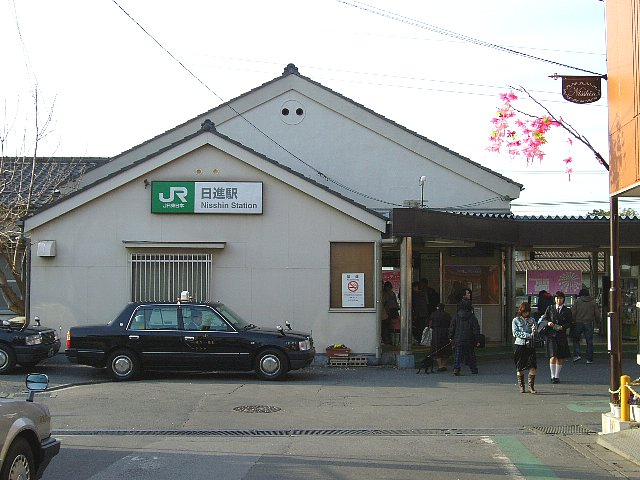
舊站房（2006年）
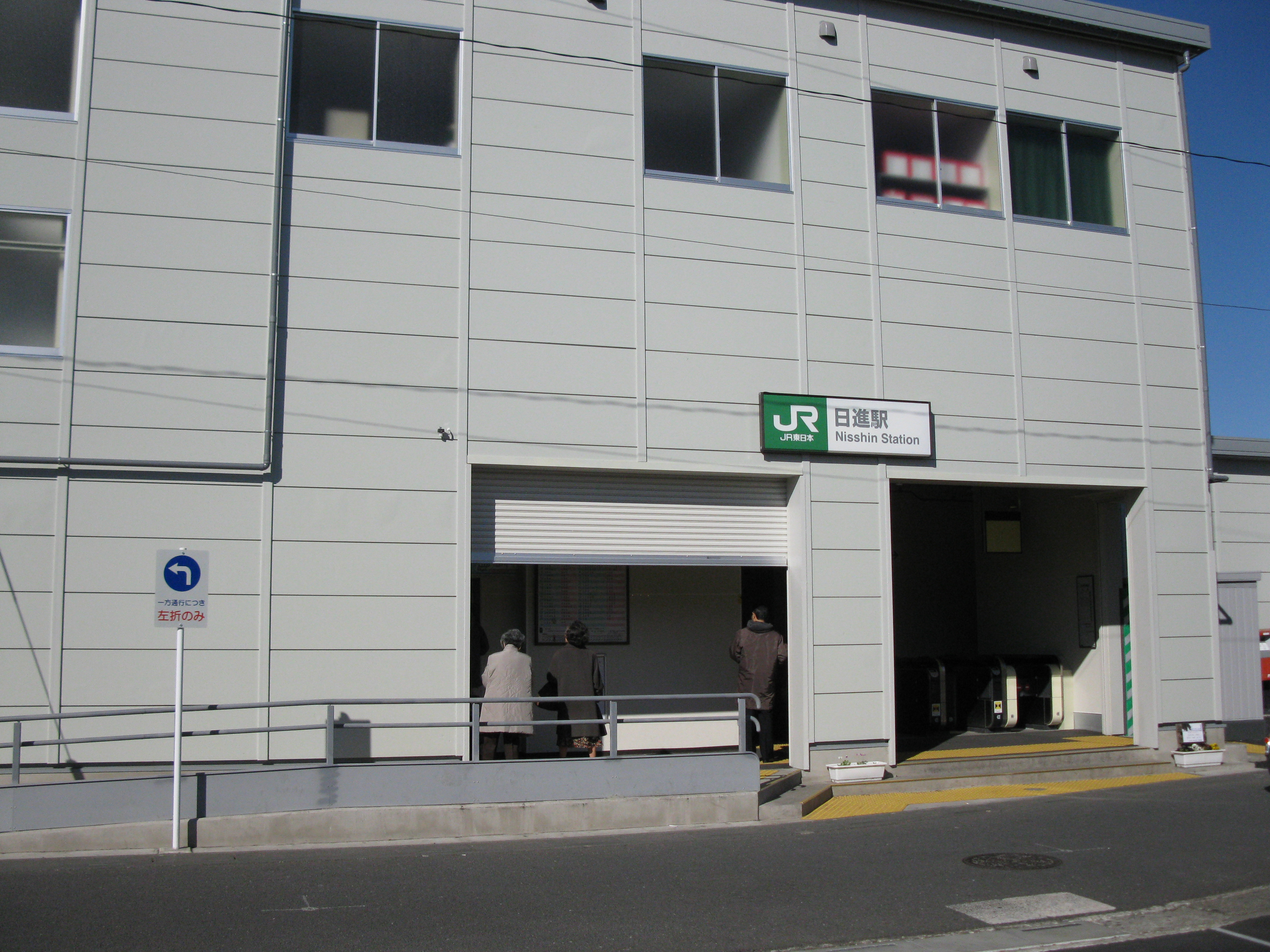
暫設站房（2009年）

## 相鄰車站
東日本旅客鐵道
■川越線
■通勤快速、■快速、■各站停車（全部列車在川越線內均為各站停車）
大宮（JA 26）－日進－西大宮

### 使用情況
1. ↑  埼玉県. . 埼玉県.   [2020-05-20]. （原始内容存档于2017-07-29） （日语）.
2. ↑  . www.city.saitama.jp.   [2020-05-20]. （原始内容存档于2021-01-01）.
3. ↑  . www.city.saitama.jp.   [2020-05-20]. （原始内容存档于2021-01-22）.

JR東日本2000年度以後上車人次
1. ↑  各駅の乗車人員（2000年度） （页面存档备份，存于） - JR東日本
2. ↑  各駅の乗車人員（2001年度） （页面存档备份，存于） - JR東日本
3. ↑  各駅の乗車人員（2002年度） （页面存档备份，存于） - JR東日本
4. ↑  各駅の乗車人員（2003年度） （页面存档备份，存于） - JR東日本
5. ↑  各駅の乗車人員（2004年度） （页面存档备份，存于） - JR東日本
6. ↑  各駅の乗車人員（2005年度） （页面存档备份，存于） - JR東日本
7. ↑  各駅の乗車人員（2006年度） （页面存档备份，存于） - JR東日本
8. ↑  各駅の乗車人員（2007年度） （页面存档备份，存于） - JR東日本
9. ↑  各駅の乗車人員（2008年度） （页面存档备份，存于） - JR東日本
10. ↑  各駅の乗車人員（2009年度） （页面存档备份，存于） - JR東日本
11. ↑  各駅の乗車人員（2010年度） （页面存档备份，存于） - JR東日本
12. ↑  各駅の乗車人員（2011年度） （页面存档备份，存于） - JR東日本
13. ↑  各駅の乗車人員（2012年度） （页面存档备份，存于） - JR東日本
14. ↑  各駅の乗車人員（2013年度） （页面存档备份，存于） - JR東日本
15. ↑  各駅の乗車人員（2014年度） （页面存档备份，存于） - JR東日本
16. ↑  各駅の乗車人員（2015年度） （页面存档备份，存于） - JR東日本
17. ↑  各駅の乗車人員（2016年度） （页面存档备份，存于） - JR東日本
18. ↑  各駅の乗車人員（2017年度） （页面存档备份，存于） - JR東日本
19. ↑  各駅の乗車人員（2018年度） （页面存档备份，存于） - JR東日本
20. ↑  各駅の乗車人員（2019年度） （页面存档备份，存于） - JR東日本

埼玉縣統計年鑑
1. ↑  .   [2020-07-27]. （原始内容存档于2020-02-02）.
2. ↑  .   [2020-07-27]. （原始内容存档于2020-02-02）.
3. ↑  .   [2020-07-27]. （原始内容存档于2020-02-02）.
4. ↑  .   [2020-07-27]. （原始内容存档于2020-02-02）.
5. ↑  .   [2020-07-27]. （原始内容存档于2020-02-02）.
6. ↑  .   [2020-07-27]. （原始内容存档于2020-02-02）.
7. ↑  .   [2020-07-27]. （原始内容存档于2020-02-02）.
8. ↑  .   [2020-07-27]. （原始内容存档于2020-02-02）.
9. ↑  .   [2020-07-27]. （原始内容存档于2020-02-02）.
10. ↑  .   [2020-07-27]. （原始内容存档于2020-02-02）.
11. ↑  .   [2020-07-27]. （原始内容存档于2020-02-02）.
12. ↑  .   [2020-07-27]. （原始内容存档于2020-02-02）.
13. ↑  .   [2020-07-27]. （原始内容存档于2020-02-02）.
14. ↑  .   [2020-07-27]. （原始内容存档于2020-02-02）.
15. ↑  .   [2020-07-27]. （原始内容存档于2020-02-02）.
16. ↑  .   [2020-07-27]. （原始内容存档于2020-02-02）.
17. ↑  .   [2020-07-27]. （原始内容存档于2020-02-02）.
18. ↑  .   [2020-07-27]. （原始内容存档于2020-02-02）.
19. ↑  .   [2020-07-27]. （原始内容存档于2020-02-02）.
20. ↑  .   [2020-07-27]. （原始内容存档于2020-03-18）.

## 外部連結
- 車站資訊（日進）：東日本旅客鐵道

35°55′53.3964″N 139°36′22.4748″E / 35.931499000°N 139.606243000°E